# Andro Giorgadze
Andro Giorgadze (in georgiano ანდრო გიორგაძე?; Tbilisi, 3 maggio 1996) è un calciatore georgiano, difensore del Qo'qon 1912.